# Еврейский исторический институт

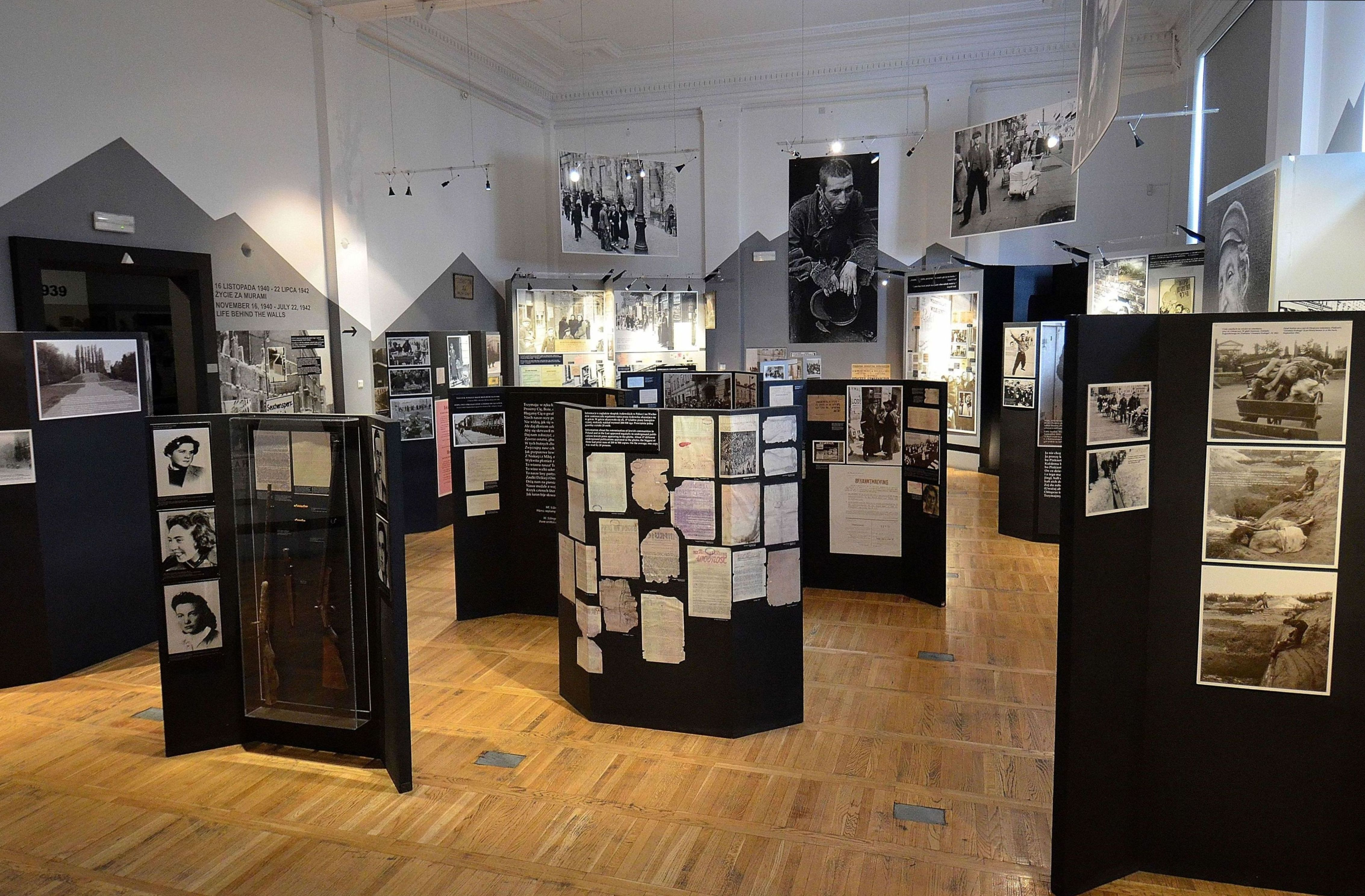
Выставка на первом этаже

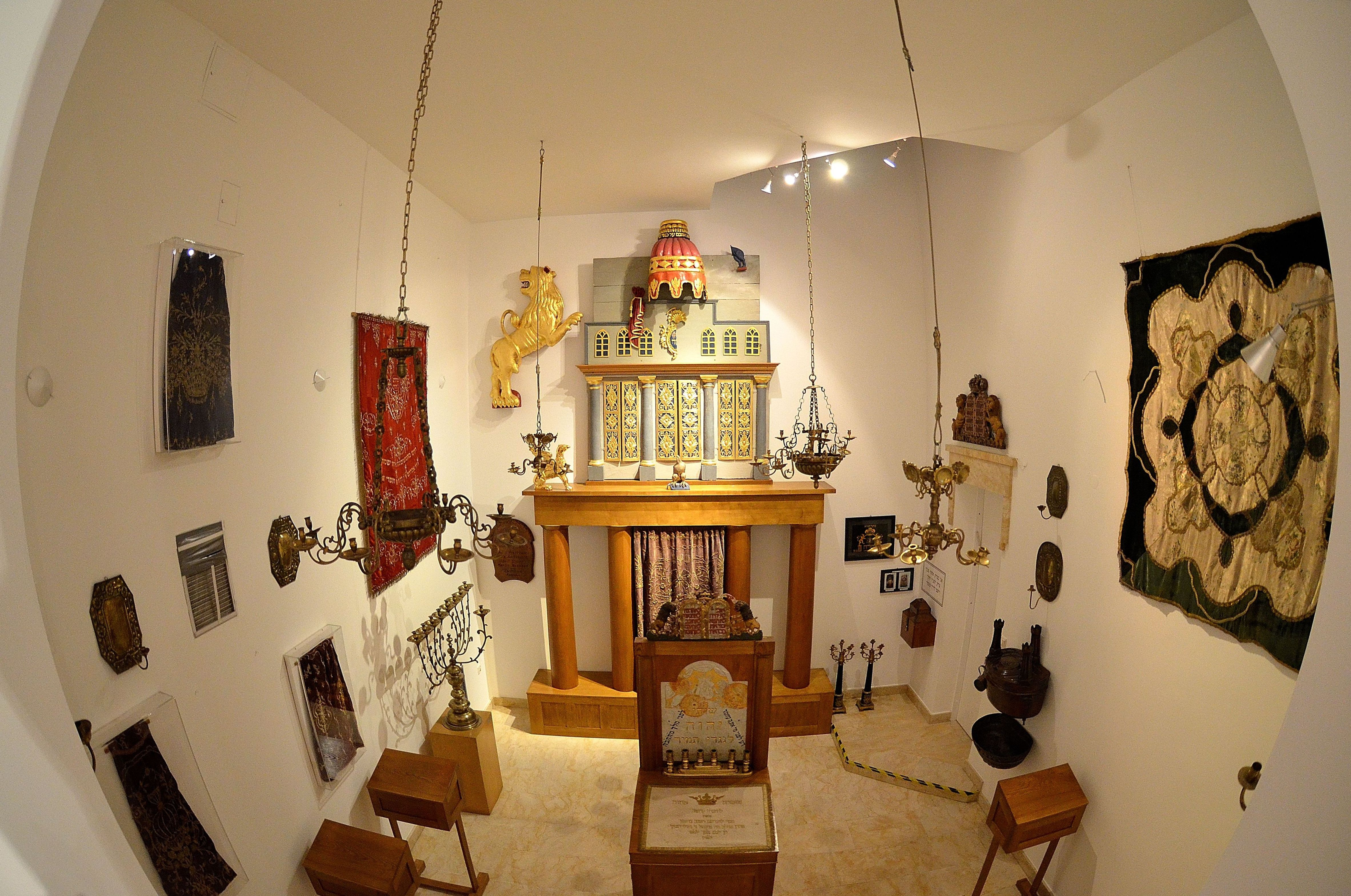
Синагога в институте

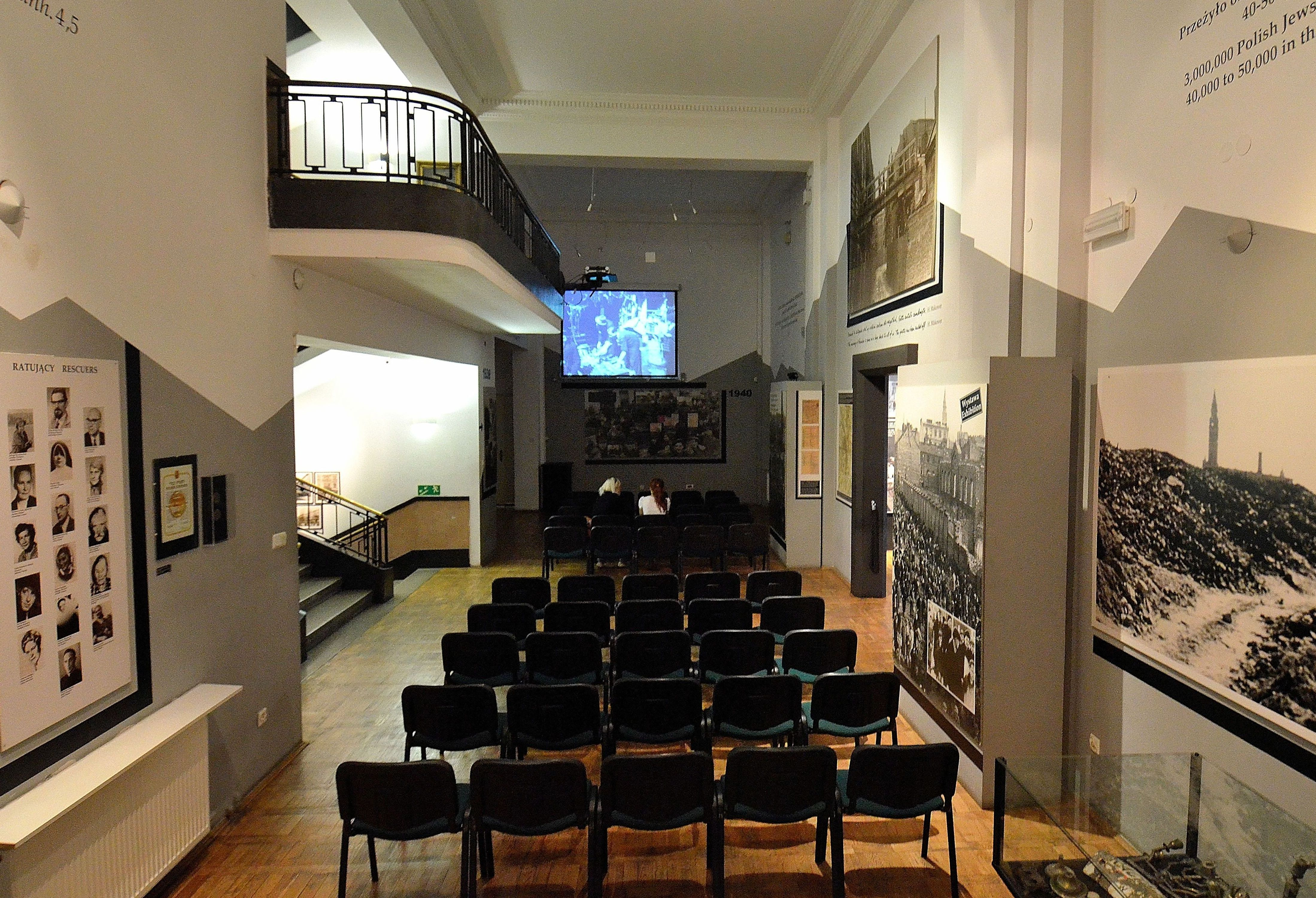
Кинозал

Еврейский исторический институт (пол. Żydowski Instytut Historyczny, ŻIH) — научно-исследовательский институт, занимающийся изучением истории и культуры еврейской общины Польши. С 1994 по 2008 год институт являлся единственным государственным научно-исследовательским учреждением в Польше, занимавшимся изучением национального меньшинства. С 1 января 2009 года институт носит имя еврейского историка Эммануэля Рингельблюма и имеет статус государственного культурного учреждения.

## История
Институт является продолжением Центральной еврейской исторической комиссии, основанной в 1944 году и прекратившей свою деятельность в 1947 году. Центральная еврейская историческая комиссия действовала как один из отделов Центрального комитета польских евреев и занималась сбором сведений об уцелевших евреях после Холокоста и поисков нацистских преступников. В 1947 году Центральная еврейская историческая комиссия была преобразована в научно-исследовательский институт, который стал самостоятельным учреждением.
В своей научной деятельности Еврейский исторический институт опирался на научную базу существовавших с 1928 по 1939 год Института иудейских исследований и Центральной иудейская библиотеки. В здании этих бывших еврейских учреждений в настоящее время располагается Еврейский исторический институт. В мае 1947 года это здание было полностью восстановлено и в нём разместился институт, который приступил к сбору материалов для организации архива, библиотеки и музея.
В 1948 году институт издал первый номер научного издания на языке идише «Bleter far Geszichte». В 1949 году вышел первый номер научного издания на польском языке «Biuletyn Informacyjnyj Żydowskiego Instytutu Historycznego», который с 1950 по 2000 год выходил под названием «Biuletyn Żydowskiego Instytutu Historycznego». С 2000 года журнал выходит под названием «Kwartalnik Historii Żydów».
С 1950 года (в разгар советской «борьбы с космополитизмом») со стороны польских властей начались идеологические притеснения сотрудников института. Некоторые еврейские учёные, работавшие в институте, были вынуждены покинуть Польшу. Вторая волна отъезда еврейских учёных за границу произошла после событий во время и после политического кризиса 1968 года. В это время польские власти пытались закрыть институт, чему противостоял директор института Артур Эйзенбах: впоследствии он за это был уволен, а деятельность института почти прекратилась, хотя формально он не был закрыт.
В конце 70-х и начале 80-х годов XX столетия деятельность института стала расширяться за счёт сотрудничества с Историческим институтом Польской академии наук. В 1979 году был сформирован Отдел документации Яд ва-Шем и в 1991 году — отдел документации памятников. В 1992 году (на фоне процессов приведших к Третьей Речи Посполитой) началась образовательная и более активная издательская деятельность.
В 1994 году Еврейский исторический институт был подчинён Министерству культуры и национального наследия Польши. Деятельность института финансировалась Министерством науки и высшего образования Польши, частными польскими и заграничными фондами. В конце 2008 года Еврейский исторический институт был лишён статуса государственного научно-исследовательского учреждения и получил статус национального учреждения культуры.

## Деятельность
Деятельность Еврейского исторического института сосредоточена на распространении истории и культуры польских евреев. После своего создания в 1947 году главное своё внимание институт уделял темам, касающихся Холокоста. С 90-х годов XX столетия тема научных исследований стала более разнообразной.
В настоящее время в Отделе документации института хранятся около 40 тысяч фотографических материалов, посвящённых Холокосту. На основе этого архива институт организует многочисленные выставки.
Институт обладает богатым архивом по истории польских евреев. Архив содержит материалы, собранные Центральной еврейской исторической комиссией, материалы польского отделения Джойнта, Еврейского общества помощи мигрантам, Брихи, материалы еврейских высших учебных заведений и иудейских раввинистических школ по истории и философии, документы еврейских общин, документы Холокоста. В институте хранится Архив Рингельблюма, который объявлен ЮНЕСКО памятником мировой литературы «Память мира».
Библиотека института содержит около 70 тысяч экземпляров книг и является одним из самых больших еврейских книжный собраний на языках идиш и иврите в Польше. В библиотеке института хранятся около тысячи экземпляров средневековых еврейских рукописей, среди которых большое число составляют комментарии к Талмуду и Торе, каббалистические трактаты, книги по медицине и астрономии. Библиотека института является единственным в Польше библиотечным учреждением, который ведёт каталог на идише и иврите без латинской транслитерации.
В здании института располагается музей иудаики, в фондах которого хранятся собрание скульптур, графики и картин еврейских художников. Большинство экспонатов было передано музею делателями ликвидированного Еврейского общества поощрения изящных искусств.
В настоящее время в Еврейском историческом институте числятся 46 профессиональных сотрудников, которые работают в различных отделах института.

## Список директоров
| - 1947—1949 — Нахман Блюменталь; - 1949—1966 — Бернард Бер Марк; - 1966—1968 — Артур Эйзенбах; - 1968—1970 — Шимон Датнер; - 1970—1991 — Мауриций Хорн; | - 1991—1994 — Мариан Фукс; - 1994—1995 — Гринберг, Даниэль; - 1995—2006 — Феликс Тых; - 2007—2011 — Элеонора Бергман; - 2011—2021 — Павел Спевак; - 2021—2024 — Моника Кравчик |